# アスパルホヴォ

アスパルホヴォ
Аспарухово

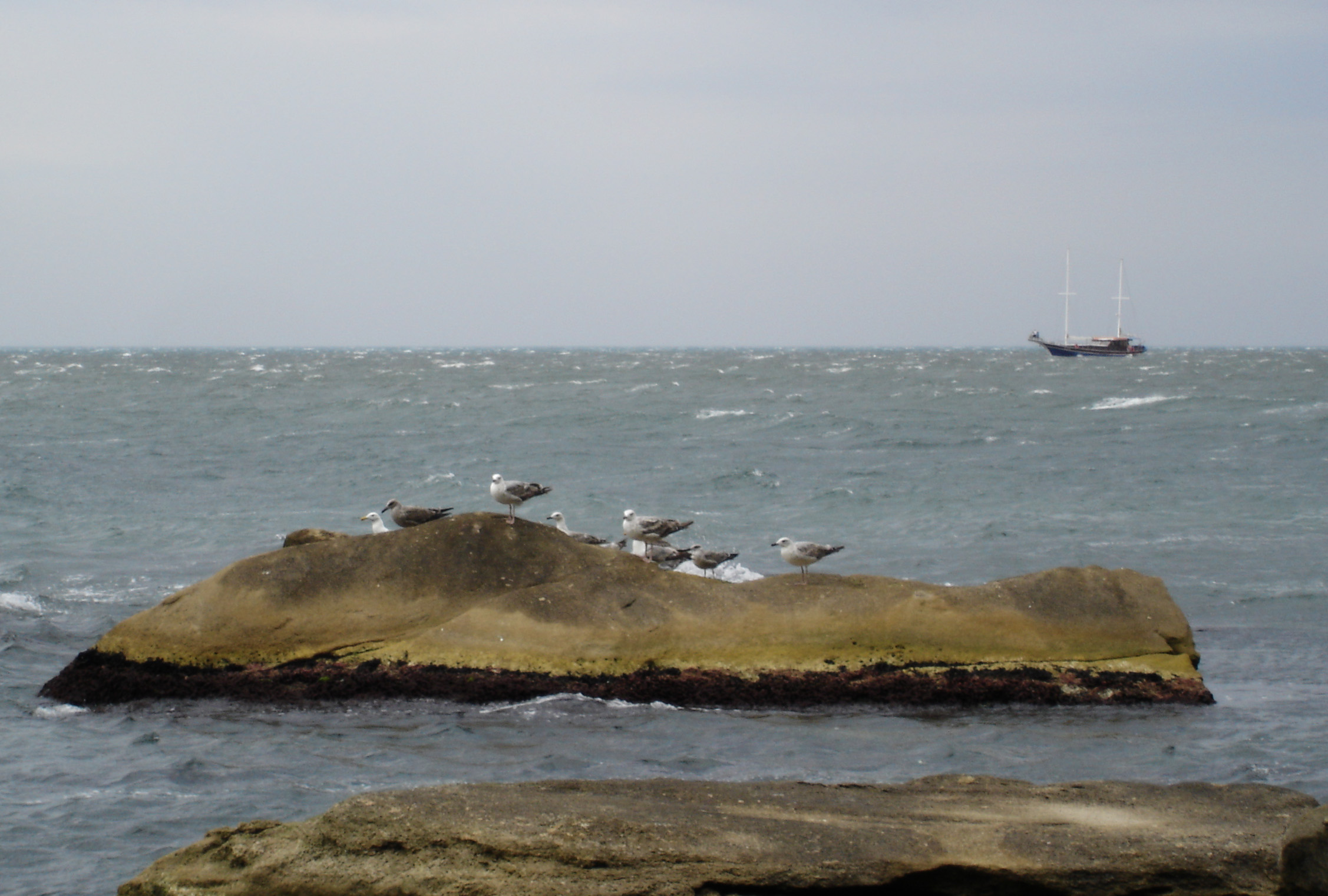
ガラタ岬

アスパルホヴォ（ブルガリア語:Аспарухово / Asparuhovo）はブルガリア北東部の都市・ヴァルナの区。ヴァルナの一部を構成する。ヴァルナ湖を横切るアスパルホフ橋（Аспарухов мост / Asparuhov most）の南側の一角を占め、アスパルホヴォ地区（Аспарухово / Asparuhovo）およびガラタ地区（Галата / Galata）を含む。ガラタ地区にはガラタ岬（Галата / Galata）がある。

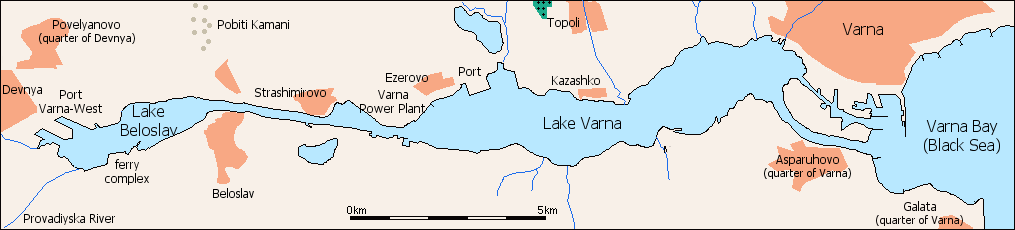
アスパスホヴォの位置。向かって右側に位置している東側の海がヴァルナ湾、そこから西のヴァルナ湖へと伸びる入り江を挟んで、北側の沿岸部にはヴァルナの中心部、アスパルホヴォ区のある南側にはアスパルホヴォ地区とガラタ地区がある。両岸はアスパルホフ橋で結ばれている。

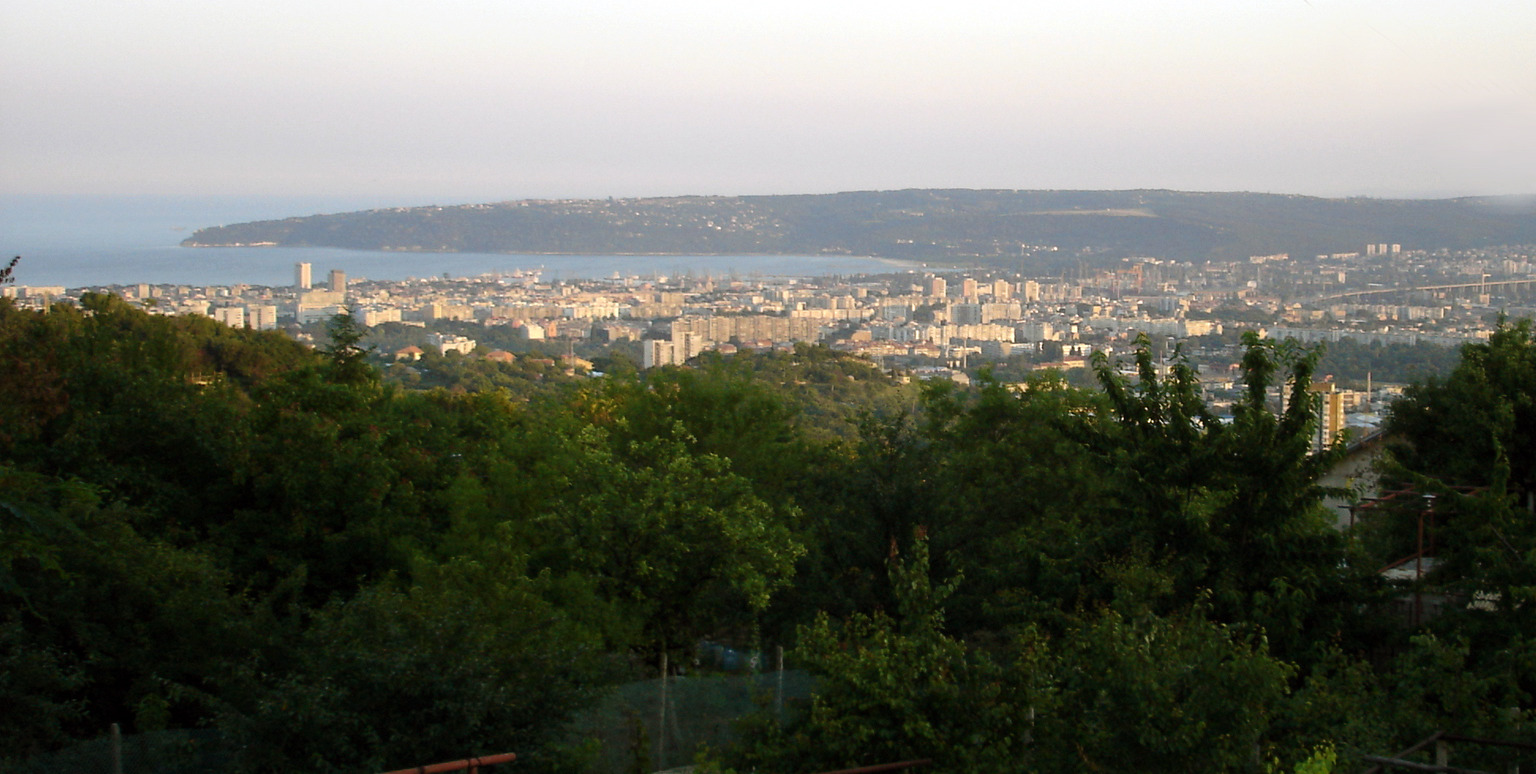
手前がヴァルナ中心部、湾口から西（向かって右側）へヴァルナ湖へと続く入り江がわずかに見える。その対岸にあるのがアスパルホヴォ地区である。